# COLTECO
COLTECO(コルテコ)は、福岡県にて2015年に結成されたインディーズバンドである。メンバーのサトウショウゴはDJ、音楽プロデューサーとしても活動する。

## 概要
メインコンポーザーのサトウショウゴを中心に、YOHEI OTA (key)、BANCHO(dr)により結成。メンバーは自らのサウンドスタイルを「1980年代から1990年代のディスコ、ニュー・ウェイヴ、アシッド・ハウスといったジャンルを現代にアップデートした個性的でスタイリッシュなサウンド」とプロフィールにて称している。
インターネットで配信された楽曲がアメリカ、イギリス、ドイツ、フランスなどの他、世界10ヶ国以上でオンエアー、リリースされた。YUU(GOGO BROTHERS)をフィーチャーした『DO IT feat.YUU』は2017年4月30日付けJ-WAVE TOKIO HOT 100の71位にチャートイン。
2017年10月にゴエ（Bass）がライブメンバーとして加入。

## ディスコグラフィ

### フルアルバム
1. ALBUS（2017年）

### ミニアルバム
1. BASTARD 7TH（2015年）
2. BASTARD 9TH（2016年）

### シングル
1. DON'T NEED SAY（2017年）
2. SURELY FEAT.CHIYORI（2017年）
3. I KA SA MA STORY（2017年）
4. DO IT FEAT.YUU (GOGO BROTHERS)（2017年）

### 7インチシングル
1. HAZELL EP（2016年）

## CM
- ソラリアプラザ テーマソング
- 御船山楽園2017イメージソング
- 美容室PIA イメージソング
- 飛騨高山ドキュメンタリー番組 イメージソング
- 新世代楽器「KAGURA」プロモーションムービー[7]